# 托爾圖吉塔斯

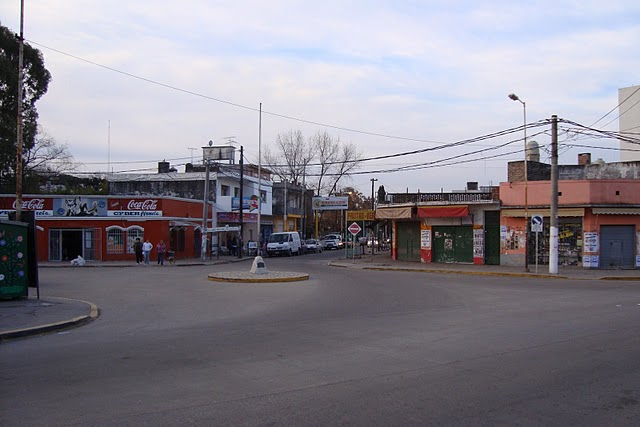
托爾圖吉塔斯

托爾圖吉塔斯是阿根廷的城鎮，位於該國東北部，距離首都布宜諾斯艾利斯25英里，由布宜諾斯艾利斯省負責管轄，海拔高度20米，2001年人口41,310。

## 外部連結
- Tortuguitas guide
- Newspaper of Tortuguitas （页面存档备份，存于）
- （西班牙文） Municipal website map